# Ⲱ
Cette page contient des caractères spéciaux ou non latins. S’ils s’affichent mal (▯, ?, etc.), consultez la page d’aide Unicode.
Ne doit pas être confondu avec la lettre grecque Oméga, la lettre latine Oméga ou la lettre cyrillique Oméga.
Ⲱ (minuscule : ⲱ), appelé ō, est une lettre de l’alphabet copte utilisée dans l’écriture du copte, de l’ancien nubien et du nobiin.

## Représentations informatiques
L’ō a été représenté avec les mêmes caractères que l’oméga grec jusqu’à la publication d’Unicode 4.1 en mars 2005, à partir de laquelle il est représenté avec des caractères qui lui sont propres. Il peut donc être représenté à l’aide des caractères (Grec et copte, Copte) suivants, :
| lettres   | représentations | chaînes de caractères | points de code | descriptions                   | note               |
| --------- | --------------- | --------------------- | -------------- | ------------------------------ | ------------------ |
| majuscule | Ω               | Ω                     | U+03A9         | lettre majuscule grecque oméga | avant Unicode 4.1  |
| minuscule | ω               | ω                     | U+03C9         | lettre minuscule grecque oméga | avant Unicode 4.1  |
| majuscule | Ⲱ               | Ⲱ                     | U+2CB0         | lettre majuscule copte ô       | depuis Unicode 4.1 |
| minuscule | ⲱ               | ⲱ                     | U+2CB1         | lettre minuscule copte ô       | depuis Unicode 4.1 |